# Friesische Straße (Flensburg)
Die Friesische Straße (dänisch: Frisergade) ist eine alte Hauptstraße in Flensburg und Teil der alten Angelbowege. Sie beginnt am Südermarkt, wo sie nach Osten in die Angelburger Straße übergeht, und führt nach Westen durch den Stadtteil Friesischer Berg und endet an der Marienallee kurz vor der Westumgehung (Bundesstraße 200).

## Lage und Erscheinungsbild
Die Friesische Straße ist die historische Ausfallstraße von Flensburg nach Westen. Sie führt vom Südermarkt nach Westen in Richtung zum nordfriesischen Leck, hat aber auf dem westlichen Stadtfeld Namen und historischen Verlauf eingebüßt. Sie beginnt an der südwestlichen Ecke des Marktplatzes, wo auch die Rote Straße einmündet und steigt dann steil an auf das höher liegende Stadtfeld. Erst ab der Kreuzung mit Stuhrsallee und Schützenkuhle ist die Steigung überwunden, und die Friesische Straße nimmt einen sehr ebenen und geraden Verlauf.
Bis zur genannten Kreuzung treffen nur zwei kleine Straßen von Süden auf die Friesische Straße, nämlich Am Pferdewasser mit dem Rathaus und die kleine Sackgasse Schützengasse schon nahe der Schützenkuhle. Von Norden her münden, bedingt durch die Anhöhen, nur drei Fußwege in die Straße, nämlich der Reutergang, das westliche Ende der Friedrichstraße und die Friesentreppe. Zwischen den beiden erstgenannten erstreckt sich der Lutherpark mit seiner eindrucksvollen Krokuswiese bis an die Friesische Straße, zwischen Friesentreppe und Stuhrsallee liegt der ebenfalls parkartig angelegte Christian-Friedrich-Voigt-Platz. Bis Lutherpark bzw. Pferdewasser zeigt die Straße noch Altstadtcharakter, wenn auch teilweise mit neueren Bauten. Westlich hiervon beginnt der Friesische Berg. Hier wird die Straße fast durchgehend mit drei- bis fünfstöckigen Wohn- und Geschäftshäusern aus der Gründerzeit bzw. der wilhelminischen Zeit geprägt. Einzelne niedrigere Häuser (Nr. 33 und 43) entstanden bereits in den 1850er Jahren. Die Anzahl der hier bis vor wenigen Jahren zahlreichen Geschäfte und Gaststätten hat sich inzwischen stark reduziert.
Dieses Straßenbild setzt sich westlich der Kreuzung mit Schützenkuhle und Stuhrsallee fort. Bis zur Carolinenstraße gibt es noch zahlreiche Fachgeschäfte, Kioske und Handwerksbetriebe. Die Friesische Straße ist hier nach wie vor Zentrum des Stadtteils Friesischer Berg. Die fast geschlossene Reihe kaiserzeitlicher Bauten wird nur an der Nordseite zwischen Stuhrsallee und Luisenstraße durch eine Baugruppe aus den 1980er Jahren unterbrochen. Diese entstand nach dem Brand und Abbruch der schon seit 1865, also lange vor dem Ausbau der Friesischen Straße hier befindlichen Maschinenfabrik Anthon und Söhne, von der unter der Hausnummer 62 die historische Fabrikantenvilla erhalten geblieben ist. Nebenstraßen sind im Norden die Luisenstraße, die Mathildenstraße, einer der schönsten kaiserzeitlichen Straßenzüge der Stadt, die Christinenstraße, Am Ochsenmarkt und die Carolinenstraße, im Süden Sophienstraße, Katharinenstraße, eine namenlose Zufahrt zur Exe und Nikolaiallee.
Weiter nach Westen hin wird die Zeilenbebauung fortgesetzt, nun aber durch erst seit den 1960er Jahren entstandenen Bauten. Ab der Einmündung der Theodor-Storm-Straße von Süden her prägen frei stehende Wohnblöcke das Straßenbild. Weitere Nebenstraßen sind die Thomas-Mann-Straße auf der Nordseite und südlich als letzte Nebenstraße in Richtung Westen die Fehrsstraße. Hinter dieser befinden sich beiderseits der Straße mehrere Einkaufsmärkte, bevor die Straße unweit der Anschlussstelle Flensburg Mitte (früher Exe) der B 200 in die Marienallee mündet.

## Geschichte

### Ursprüngliche Bedeutung
Als Teil der Angelbowege zwischen Ost und West im Schleswiger Land zwischen Angeln an der Ostsee und Nordfriesland an der Nordsee ist die Friesische Straße Teil eines der ältesten Straßenverläufe im Lande überhaupt. Auch Ursprünge der Stadtentwicklung sind an dieser Straße zu suchen (siehe Angelburger Straße). Friesland spielt in der Stadtgeschichte Flensburgs eine gewisse Rolle: Ritter Fleno, der der Sage nach bei der Stadtgründung eine Rolle gespielt haben soll, soll aus Leck gestammt haben.  So wird auch vermutet, dass Friesisch zwischen 1200 und 1400 die dritte Umgangssprache war. Nach Westen hin war die Friesische Straße während des Mittelalters der wichtigste Zugang zur Stadt, die durch die Flensburger Stadtbefestigung Schutz bot. Während der Belagerung der Duburg 1431 sollen im Übrigen 800 Friesen mit ihren Schanzarbeiten einen entscheidenden Anteil an der Niederwerfung der Burg gehabt haben. Die Friesische Straße, die erst seit 1881 offiziell diesen Namen trägt (vorher aber im Volksmund immer Friesischer Weg genannt), wurde jedoch erst spät bebaut, da auf dem Stadtfeld außerhalb der Stadtbefestigung vor 1796 nur in Ausnahmefällen gebaut werden durfte. Zudem diente der Bereich nahe der heutigen Exe lange als Viehmarkt.

### Anfänge der Beubauung
Die ersten Bauten – ausschließlich zwei- bis dreistöckige Traufhäuser – entstanden in jener Zeit beiderseits der Straße hinter dem hier noch bis ca. 1840 befindlichen Friesischen Tor, allerdings nur im Abschnitt bis zum Reutergang. Weitere Bauten entstanden vor allem auf der Südseite zwischen 1857 und 1863, und zwar bis hin zur Exe, wo mit dem Tivoli eines der wichtigsten Ausflugslokale im Flensburger Westen bestand. Die Nordseite wurde kaum bebaut, da hier die Reitbahn angelegt wurde, von deren parkartiger Umgebung noch der Lutherpark und der Christian-Friedrich-Voigt-Platz erhalten geblieben sind. Um 1865 entstand mit der Maschinenfabrik Anthon der einzige bedeutende Industriebetrieb in diesem Bereich, nämlich zwischen der Stuhrsallee und der späteren Luisenstraße. Die meisten der kleineren Häuser jener Zeit verschwanden bereits 1890–1911, als die Friesische Straße zwischen Pferdewasser und Carolinenstraße fast durchgängig mit hohen Geschosswohnungsbauten ausgebaut wurden.
Auch die heutige Durchgangsstraße Am Friedenshügel (vgl. Friedenshügel) war früher Teil der Friesischen Straße, die dort erhaltenen kaiserzeitlichen Einzelbauten Nr. 5, 24 und 28 trugen bis 1962 die Anschriften Friesische Straße 129, 148 und 150. Bei der Boreasmühle (frühere Friesische Straße 184) zweigte der westlich des heutigen Einkaufszentrums Citti-Park noch erhaltene Langberger Weg von der Friesischen Straße ab. Mit dem Ausbau der Bundesstraße 199 und des hier befindlichen Industriegebiets verschwand der historische Straßenverlauf der Friesischen Straße. Teilweise blieb er in den heutigen Nebenstraßen Boreasmühle und Wittenberger Weg erhalten. Auch die fragmentarisch erhaltene alte Lecker Chaussee gehörte zur Friesischen Straße, der historische Wohnplatz Schäferhaus mit dem noch bestehenden Gasthaus (Lecker Chaussee 130, früher Friesische Straße 240) an der früheren Kreuzung mit dem hier wegen des Flugplatzes ebenfalls verlegten Ochsenweges ist bis heute der westlichste Teil der Bebauung auf dem Stadtfeld. 

### Die Straße in heutiger Zeit
Von wenigen Ausnahmen abgesehen blieb die kaiserzeitliche Bebauung der Straße geschlossen erhalten. In den 1960er Jahren entstand am Westen der Straße ein weiteres Wohngebiet mit zeittypischer Block- und Zeilenbebauung, am Ende der Straße die Landwirtschaftsschule. Mit dem Ausbau der Bundesstraße 199 1962, als der Durchgangsverkehr auf die neue Parallelstraße Zur Exe verlegt wurde, wurde die Friesische Straße verkehrstechnisch zur Nebenstraße. Sie blieb jedoch Zentrum des Stadtteils Friesischer Berg und als solche eine beliebte Geschäftsstraße, zumal der Friesische Berg mit seiner starken sozialen Durchmischung ein populäres Wohngebiet geblieben ist. Besonders belebt ist die Straße zu Zeiten des Flensburger Jahrmarktes im April und September auf der benachbarten Exe.
Die Buslinien 10 und 11 durchfahren die Friesische Straße in ihrem gesamten Verlauf und bieten zu den meisten Tageszeiten einen Zehnminutentakt. Zwischen Südermarkt und Mathildenstraße verkehrt zudem die Linie 2.

## Bemerkenswerte Bauten
- Im Bereich des Friesischen Tores haben sich in Verlängerung des historischen Eckhauses Südermarkt 12 einige schlichte Traufhäuser aus dem 18. Jahrhundert erhalten.[5]
- Die Villa Besenbruch von 1886  (Nr. 25, östliches Eckhaus Am Pferdewasser) ist das einzige Einfamilienhaus an der unteren Friesischen Straße. Seit 1993 gehört sie zum dahinter liegenden Rathaus und dient als Standesamt.[5]
- Nr. 62 ist die, äußerlich stark vereinfacht erhaltene Fabrikantenvilla der 1865 gegründeten und 1980 abgerissenen Maschinenfabrik Anthon & Söhne.[5]
- Nr. 97 ist das häufig umgebaute frühere Gasthaus Tivoli, das im 19. Jahrhundert eine Art Keimzelle für die unmittelbar südlich angelegte Exe als Veranstaltungsort bildete.[5]

## Trivia
Erwähnt wird die Friesische Straße im Werner-Buch Normal ja in der Geschichte Lehrjahre sind keine Herrenjahre II, deren Haupthandlung im benachbarten Südergraben spielt.